# 张文光 (1884年左右)

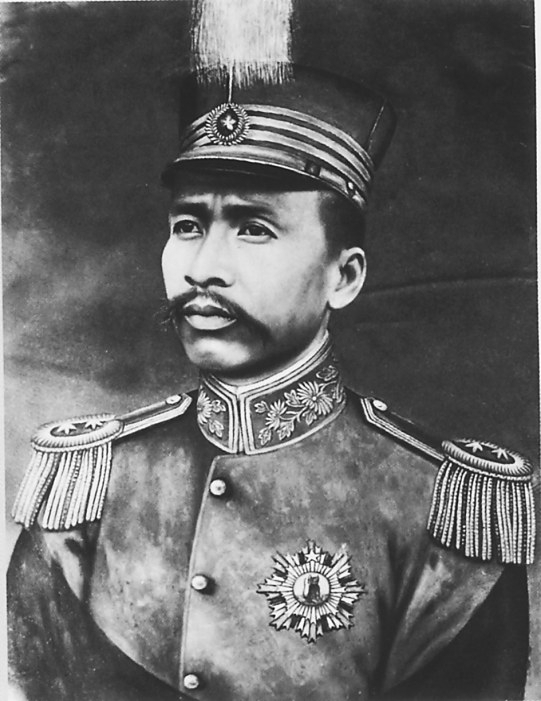
张文光戎裝像

张文光（1882年或1884年—1914年1月14日），字绍三，云南腾越（今腾冲市）人。清末民初革命人士，曾于云南辛亥革命中领导滇西起义。

## 生平
早年，张文光在缅甸经商。与杨振鸿结识，1906年（光绪32年），加入中国同盟会。次年，创办自治同志会，进行革命活动。1911年4月27日（宣统3年3月29日），回国参加广州起义，失败后再赴缅甸。武昌起义爆发后，张文光回乡。
1911年10月27日（农历9月6日），张文光率领同志发动滇西起义，击败清军；28日，成立滇西军都督府，被推举为第一都督。分兵光复永昌等10余州县。不久，蔡锷、唐继尧等人在昆明发动重九起义，成立云南军政府。李根源奉蔡锷之命，率师赴滇西，张文光接受云南军政府的领导，被推为云南协都督、统领滕永国民军。1912年（民国元年）3月，调任云南提督，驻大理。以起义之功获授陆军中将、二等嘉禾章。1913年（民国2年），辞职回到家乡。二次革命爆发时，张文光也参加，二次革命失败后，张文光被袁世凯通缉。
1914年（民国3年）1月14日，张文光在腾越遇刺身亡。享年30岁。1924年（民国13年），追赠陆军中将，国史馆立传。